# Martin Fratz
Martin Fratz (* 1965 in Düsseldorf) ist ein deutscher Dirigent, Pianist und Musikpädagoge.

## Leben und Karriere
Martin Fratz erhielt seine Ausbildung an der Musikhochschule Köln sowie an der
Internationalen Bachakademie Stuttgart und beim Dirigentenforum des Deutschen Musikrates in Hannover. Nach seinen abgeschlossenen Studien in Orchesterleitung und Klavier war er von 1992 bis 2009 Kapellmeister an der Deutschen Oper am Rhein, Düsseldorf/Duisburg, wo er ein umfangreiches Opern-, Operetten-, Musical- und Ballettrepertoire dirigierte. Seit 2002 verbindet ihn mit den beiden Orchestern der Oper, den Düsseldorfer Symphonikern und den Duisburger Philharmonikern eine regelmäßige Konzerttätigkeit.
Als Gastdirigent arbeitete Martin Fratz u. a. an den Opernhäusern von Leipzig, Köln, Weimar und Luzern sowie beim Polnischen Rundfunk-Sinfonieorchester, der mdr Kammerphilharmonie, dem Real Orquesta Sinfónica de Sevilla, dem Shanghai Philharmonic Orchestra, den Bochumer Symphonikern, der Neuen Philharmonie Westfalen, dem Folkwang Kammerorchester und der Deutschen Kammerakademie Neuss und gastierte bei den Brühler Schlosskonzerten, dem Düsseldorf Festival (Altstadtherbst), den Ludwigsburger Schlossfestspielen, dem Festival de Bretagne und den Ruhrfestspielen.
Seit 2006 dirigiert Martin Fratz Finale und Preisträgerkonzert des Internationalen Aeolus Bläserwettbewerbs in der Tonhalle Düsseldorf. Auch im Crossover Bereich ist er als Dirigent erfolgreich und arbeitete mit Künstlern wie Anke Engelke, Roy Hargrove, Etta Scollo und Richard Galliano.
1993 wurde Martin Fratz mit dem Musik-Förderpreis der Stadt Düsseldorf ausgezeichnet. Seit 1996 ist er auch Dozent an der Folkwang Universität der Künste in Essen. Daneben ist er auch als Liedbegleiter, Organist, Arrangeur und Chorleiter tätig.